# Arsenievka
L'Arsenievka (en russe : Арсе́ньевка) connu aussi sous le nom de Daubi-He (en russe : Дауби́хэ) est un cours d'eau de l'Extrême-Orient russe, qui coule dans le Kraï du Primorié.
C'est un affluent de l'Oussouri en rive gauche, donc un sous-affluent de l'Amour. 
Sa longueur est de 294 km, le bassin versant occupe 7 060 km2, le débit moyen est de 60,6 m3/s .
L'Arsenievka reçoit son nom actuel en 1972, en hommage à Vladimir Arseniev, un officier-topographe de l'armée russe, explorateur de la Sibérie orientale. 
La rivière traverse les districts administratifs Anoutchinski et Yakovlevski. Sur sa rive droite se trouve la ville d'Arseniev.

## Description
L'Arsenievka commence sur le versant sud-ouest de Sikhote-Aline, près du mont Mednaïa gora (Медная гора), et coule principalement dans la direction nord-est pour rejoindre l'Oussouri près du village Beltsovo (ru) dans le district municipal Yakovlevski. La partie haute de son bassin se trouve dans le massif montagneux de Sikhote-Aline où certains sommets atteignent les 1100-1200 m. Plus bas, il s'inscrit dans une large vallée située dans la zone de dépression tectonique, appelé la plaine de Daubi-He (Даубихинская впадина) qui s'étend sur 100 kilomètres de sud-ouest à nord-est. Les 82 % de la surface du bassin sont occupés par la forêt boréale, alors que 7,4 % se trouvent dans la zone marécageuse. Le lit majeur varie de 700-800 m autour de sa source à 2-4 km à l'approche du point de confluence. Son lit canalisé dans la roche à ses débuts est assez droit et atteint la largeur de 20 à 40 m, puis forme de nombreux méandres et s'élargit de 50-60 m. Ses berges abruptes, sablonneuses et couvertes de buissons s'élèvent par endroits à 2-3 m. 

## Affluents
- rive gauche
  - Sinegorka (Синегорка) - 52 km
- rive droite
  - Mouraveika (Муравейка) - 82 km
  - Datchnaïa (Дачная) - 25 km
  - Poperetchnaïa (Поперечная) - 32 km
  - Roslavka (Рославка) - 35 km
  - Pavlinovka (Павлиновка) - 28 km
  - Lipovtsy (Липовцы) - 41 km